# 基层人民法院
基层人民法院，是中华人民共和国通常设立在县级行政区的地方审判机关，是中华人民共和国最低层级的人民法院。基层人民法院审理的第一审案件的上诉法院为中级人民法院。
在称谓上，基层法院名称为“××县（市、区）人民法院”，而不出现“基层”字样（但英文规范译名仍应保留“Primary”字眼）。

## 法律依据
依据《中华人民共和国人民法院组织法》第二十四条之规定，基层人民法院包括：

　　（一）县、自治县人民法院；

　　（二）不设区的市人民法院；

　　（三）市辖区人民法院。
该条文采用穷尽式列举的立法方法，缺乏扩大解释的空间，导致无对应行政区划的基层人民法院的设立缺乏法律依据。例如东莞市、中山市等不设区的地级市内设立的第X人民法院，管辖范围是多个特定街道或镇而没有对应的县级行政区，又如南通经济技术开发区、连云港经济技术开发区、合肥高新技术开发区等不属于行政区划的开发区所设立的基层人民法院，再如三亚市城郊人民法院、三沙市三沙群岛人民法院等跨越多个县级行政区的基层人民法院，这些法院的设立虽有现实合理性，但均缺乏法律依据。

## 管辖范围
依据《中华人民共和国人民法院组织法》第二十五条之规定，

　　基层人民法院审理第一审案件，法律另有规定的除外。

　　基层人民法院对人民调解委员会的调解工作进行业务指导。
该条第一款中“法律另有规定的”参见中级人民法院管辖范围、高级人民法院管辖范围、最高人民法院管辖范围及三大诉讼法有关规定。

## 组织架构
基层人民法院由院长一人，副院长和审判员若干人组成，设立刑事审判庭、民事审判庭和经济审判庭，庭设庭长、副庭长。基层人民法院根据地区、人口和案件情况可以设立若干人民法庭。
人民法院院长由地方同级人民代表大会选举，副院长、庭长、副庭长和审判员由地方同级人民代表大会常务委员会任免。在地方两次人民代表大会之间，如果本级人民代表大会常务委员会认为人民法院院长需要撤换，须报请上级人民法院报经上级人民代表大会常务委员会批准。 设助理审判员，由本级人民法院任免。人民法院还设有书记员、执行员、法医、司法警察等。各级法院党组要接受同级地方党委的政法委员会的领导。
《中共中央办公厅关于加强地方各级法院、检察院干部配备的通知》（中办发〔1985〕47号）规定，普通基层人民法院的规格为副县处级、直辖市的区基层人民法院规格为副地厅级。《中共中央关于进一步加强人民法院、人民检察院工作的决定》（中发〔2006〕11号），基层人民法院可以按同级党政部门副职规格和条件配备两名左右的审判委员会专职委员。根据《法官职务序列设置暂行规定》（中组发〔2011〕18号），基层人民法院院长为四级高级法官（副处级）；副院长设置一级法官（正科级）或二级法官（副科级）；审判委员会委员设置一级法官（正科级）或二级法官、三级法官（副科级）。
根据《中央机构编制委员会办公室、最高人民法院关于积极推进省以下法院内设机构改革工作的通知》（法发〔2018〕8号），政法专项编制50名以下的基层人民法院，内设机构总数一般不超过5个。可设置下列机构：
- 立案庭（诉讼服务中心）
- 综合审判庭
- 执行局
- 政治部（机关党委）
- 综合办公室（司法警察大队）

政法专项编制51－100名的基层人民法院，内设机构总数一般不超过8个。可设置下列机构：
- 立案庭（诉讼服务中心）
- 刑事审判庭
- 民事审判庭
- 行政审判庭（综合审判庭）
- 执行局
- 政治部（机关党委）
- 综合办公室（司法警察大队）
- 审判管理办公室（研究室）

政法专项编制100－200名的基层人民法院，内设机构总数一般不超过10个。可设置下列机构：
- 立案庭（诉讼服务中心）
- 刑事审判庭
- 民事审判一庭
- 民事审判二庭
- 行政审判庭（综合审判庭）
- 执行局
- 政治部（机关党委）
- 综合办公室
- 审判管理办公室（研究室）
- 司法警察大队

工作任务较重或政法专项编制201名以上的基层人民法院，可以根据工作需要适当增加审判业务机构并从严审批。